# کابوی مثل من
«کابوی مثل من» (انگلیسی: Cowboy like Me) ترانه‌ای از خواننده-ترانه‌سرای آمریکایی تیلور سوئیفت، برای هشتمین آلبوم استودیویی‌اش همیشگی، که در ۱۱ دسامبر ۲۰۲۰ توسط ریپابلیک رکوردز منتشر شد. سوئیفت «هفت» را همراه با تهیه‌کننده ترانه آرون دسنر نوشته‌است. از نظر شعر غنایی، این ترانه دربارهٔ داستانی خیالی میان دو هنرمند سرکش است که از طریق حقه اطمینان از افراد ثروتمند جامعه کلاهبرداری می‌کنند و در این راه عاشق یکدیگر می‌شوند.